# フォクトレンダーのレンズ製品一覧
フォクトレンダーのレンズ製品一覧（フォクトレンダーのレンズせいひんいちらん）はフォクトレンダーがドイツ時代に製造した、レンズ製品の一覧である。コシナがフォクトレンダーブランドで販売したレンズ製品はコシナ・フォクトレンダーのカメラ製品一覧参照。
元々はレンズを製造する会社であり、名品が多数ある。

## ダイナー
ダイナーは3群5枚。派生型としてテレダイナー、ダイナレックス、スーパーダイナレックス、ダイナロンがある。

## ヘリアー
ヘリアーは3群5枚。

## ヘリオスチグマット
ヘリオスチグマット（Heliostigmat ）は3群6枚のポートレート用レンズ。イメージサークルは狭い。非常に重量がある。

### 映画用・ヘリオスチグマット
- ヘリオスチグマット3.5cmF2.5
- ヘリオスチグマット42.5mmF2.5
- ヘリオスチグマット7.5cm/75mmF2.5
- ヘリオスチグマット10cmF2.5

### 大判用・ヘリオスチグマット
- ヘリオスチグマット21cmF2.5 - 9×12cm判用[2]。
- ヘリオスチグマット35.5cmF2.5 - 12×16.5cm判用。6.5kgもある[2]。

## ヘロマー
ヘロマー（Helomar ）は3群3枚の普及版レンズ。

## コリニア
コリニアは2群6枚。派生型としてワイドアングルコリニア、アポクロマートコリニアがある。

## ランター
アポ・ランターは3群5枚。その後普及カメラにランターが多用されている。

## ノクトン
ノクトンはF1.5前後の明るいダブルガウス型レンズ。

## オクシン
オクシン（Oxyn ）は3群5枚。カール・アウグスト・ハンス・ハルティング設計

## スコパー
スコパーは3群4枚テッサー型のレンズ。派生型としてアポ・スコパー、カラー・スコパー、スコパロン、スコパゴン、スコパレックスがある。

## セプトン
セプトン（Septon ）は7枚構成。ベッサマチック/ウルトラマチックのデッケルマウント標準レンズとして用意されたセプトン50mmF2が知られている。

## ウルトロン
ウルトロンはF2前後の明るいダブルガウス型レンズ。

## ヴァスカー
ヴァスカー（Vaskar ）は3群3枚で、1939年頃からフォコターの後継品として使用された。

## フォコター
フォコター（Voigtar ）は3群3枚の普及版レンズ。